# Vol Ras
Vol-Ras es una compañía catalana de teatro gestual surgida del departamento de Mimo y Pantomima del prestigioso Institut del Teatre de Barcelona. El grupo, formado inicialmente por cuatro actores de la misma promoción: Joan Cusó, Pep Santacana, Joan Faneca y Joan Sagalés, se presentó públicamente en las Festes de la Mercè de 1980 en Barcelona, participó en el Festival Internacional de Mim de 1981 en la misma ciudad (en una curiosa actuación compartida con el grupo El Tricicle) y realizó una exitosa colaboración en el espectáculo "L'ombra d'un copalta damunt l'asfalt" de la programación del Grec de Barcelona del 1981. El reconocimiento definitivo de público y crítica lo consiguieron a partir de 1983 con Flight. Ese mismo año empezaron a participar en el programa de TVE Planeta Imaginari.[1] En esta etapa de eclosión inicial y hasta 1995, el grupo lo formaban "los tres joans" :Joan Cusó, Joan Faneca y Joan Sagalés, creadores y actores de toda una serie de divertidos espectáculos que consolidaron definitivamente la compañía.
En sus 35 años de trayectoria, más de un millón de espectadores han asistido a las aproximadamente 4000 representaciones que han hecho en teatros de toda España. 
Joan Segalés y Joan Faneca son actualmente los directores, actores y responsables de Vol-Ras, incorporando colaboradores en cada nuevo proyecto.

## Espectáculos estrenados
- Cavallet d'ilusions (1980)
- El cas de la patata rossa (1981)
- Flight (1983)
- Insolit
- Pshhhhhh (1992)
- Gagmania (1995)
- Intríngulis (1997)
- GGP. Gestos, ganyotes i posturetes (1998)
- Violeta violada (2000)
- Again, again!!! (2001)
- Bon Voyage (2004)
- Monodomono (2005)
- Canguelis (2007)
- Murphy: Tragedia en Handsome House (2011)